# Yánnis Mylonás
Ioánnis « Yánnis » Mylonás (en grec : Ιωάννης «Γιάννης» Μυλωνάς), né le 27 juillet 1969, à Trikala, en Grèce, est un ancien joueur grec de basket-ball. Il évolue durant sa carrière au poste d'ailier. 